# Isodromus ustianae
Isodromus ustianae är en stekelart som beskrevs av Hoffer och Trjapitzin 1967. Isodromus ustianae ingår i släktet Isodromus och familjen sköldlussteklar.
Artens utbredningsområde är:
- Kazakstan.
- Mongoliet.
- Armenien.
- Azerbajdzjan.
- Turkmenistan.
- Tadzjikistan.
- Moldavien.
- Uzbekistan.

Inga underarter finns listade i Catalogue of Life.